# Кубок Еміра Катару з футболу 2019
Кубок Еміра Катару з футболу 2019 — 47-й розіграш головного кубкового футбольного турніру у Катарі. Титул володаря кубка вдруге поспіль здобув Аль-Духаїль.

## Календар
| Раунд            | Дата              | Матчі | Клуби   |
| ---------------- | ----------------- | ----- | ------- |
| Попередній раунд | 11 квітня 2019    | 1     | 17 → 16 |
| Перший раунд     | 20-21 квітня 2019 | 4     | 16 → 12 |
| Другий раунд     | 26-27 квітня 2019 | 4     | 12 → 8  |
| 1/4 фіналу       | 2-3 травня 2019   | 4     | 8 → 4   |
| 1/2 фіналу       | 11-12 травня 2019 | 2     | 4 → 2   |
| Фінал            | 16 травня 2019    | 1     | 2 → 1   |

## Попередній раунд
| Команда 1      | Рахунок | Команда 2         |
| -------------- | ------- | ----------------- |
| 11 квітня 2019 |         |                   |
| Аль-Шамаль (2) | 2:1     | Аль-Месаймеер (2) |

## Перший раунд
| Команда 1       | Рахунок      | Команда 2    |
| --------------- | ------------ | ------------ |
| 20 квітня 2019  |              |              |
| Аль-Шамаль (2)  | 1:3          | Умм-Салаль   |
| Аль-Вакра (2)   | 2:2 пен. 3:4 | Аль-Хор      |
| 21 квітня 2019  |              |              |
| Аль-Мархія (2)  | 5:3          | Аль-Харітіят |
| Аль-Муайдар (2) | 0:1          | Катар СК     |

## Другий раунд
| Команда 1      | Рахунок | Команда 2  |
| -------------- | ------- | ---------- |
| 26 квітня 2019 |         |            |
| Умм-Салаль     | 1:3     | Аль-Арабі  |
| Аль-Хор        | 2:5     | Аль-Гарафа |
| 27 квітня 2019 |         |            |
| Аль-Мархія (2) | 1:4     | Аш-Шаханія |
| Катар СК       | 0:1     | Аль-Аглі   |

## 1/4 фіналу
| Команда 1     | Рахунок      | Команда 2   |
| ------------- | ------------ | ----------- |
| 2 травня 2019 |              |             |
| Аш-Шаханія    | 0:2          | Аль-Духаїль |
| Аль-Гарафа    | 2:4          | Ас-Садд     |
| 3 травня 2019 |              |             |
| Аль-Аглі      | 2:3          | Ас-Сайлія   |
| Аль-Арабі     | 2:2 пен. 2:4 | Ар-Райян    |

## 1/2 фіналу
| Команда 1      | Рахунок | Команда 2   |
| -------------- | ------- | ----------- |
| 11 травня 2019 |         |             |
| Ар-Райян       | 0:2     | Ас-Садд     |
| 12 травня 2019 |         |             |
| Ас-Сайлія      | 0:3     | Аль-Духаїль |

## Фінал
| 16 травня 2019 22:30 (EEST) |

| Ас-Садд       | 1:4      | Аль-Духаїль                                |
| ------------- | -------- | ------------------------------------------ |
| Акрам Афіф 7' | Протокол | Алі Афіф 16' Жуніор 59', 81' Ель-Арабі 62' |

| Ель-Джануб, Ель-Вакра Глядачів: 38 678 Арбітр: Абдулрахман Аль-Джассім |